# Nyls

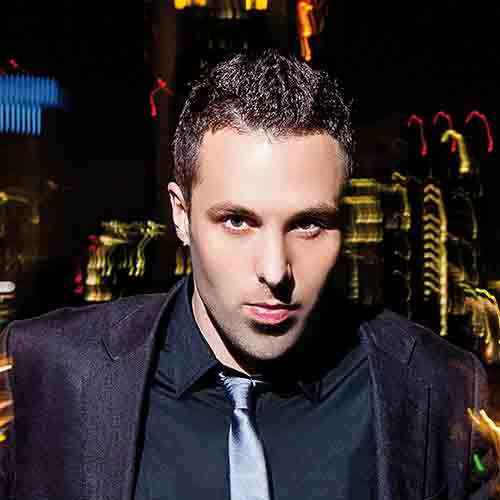
Nyls, 2015

Nyls (* 23. September 1982) ist ein französischer Sänger und Komponist italienischer Herkunft. Nyls ist ein Pseudonym, der bürgerliche Name ist unbekannt.

## Leben und Karriere
Nyls ist in Grenoble und in den Abruzzen (Lama dei Peligni) aufgewachsen.
Seine musikalische Karriere begann im Jahr 2007, als er mit dem italienischen Pop Duett Paola & Chiara zusammenarbeitete, für die er in Frankreich Seconde Chance schrieb, von ihrem Album “Win The Game”.  Die Single erreichte in Italien Rang 4. in einer Rangliste.
2008 lernte er Frederic Messel, Präsident von Icon Records France kennen. Dadurch kam es zu seinem Debüt-Albums Kairos von 2012. Vier Singles Avance (4.), Ce que tu n'es pas (7.), “A califourchon” (6.), “Comme une trace” (8.) des Albums schafften es in die Französischen iTunes Top 10. Das Design entwarfen Marco Contini, Irene Grandi und Marco Carta. Das Album erschien außerdem in einer japanischen Edition.
Später veröffentlichte Nyls einen englischsprachigen Song, It’s Gonna Be Alright, der nur mäßigen Erfolg hatte. Die Single stammte aus dem Album Nightlife.
“Crazy” wurde als zweite Single ausgewählt. Der Song platzierte sich auf Rang 8 in den Französischen iTunes Single Charts.
Im Dezember 2013 wurde Nyls gebeten, den Titel Song Keep The Dragon Alive für die Verfilmung von „Dragon Next“ zu entwerfen und aufzunehmen. In der Zwischenzeit wurde eine europäische Version des Albums veröffentlicht. 